# Ivica Vidović
Ivica Vidović, född 10 maj 1939 i Belgrad, död 18 april 2011 i Zagreb, var en kroatisk (tidigare jugoslavisk) skådespelare.
Vidović debuterade 1962 i filmen Rana jesen och medverkade i många klassiska jugoslaviska filmer. Hans internationellt mest kända filmroll är som sovjetisk konståkare i Dušan Makavejevs kultfilm W.R. – Kroppens mysterier (1971).
Vidović gifte sig 1975 med Mirjana Majurec och äktenskapet slutade i skilsmässa. Han gifte om sig sedan med Gordana Gadžić. Båda hustrur var kollegor till honom; Vidović hade ett barn från första och två barn från andra äktenskapet.
Vidović spelade mellan 2004 och 2007 rollen som Ante Guzina i den kroatiska situationskomedin Naša mala klinika på Nova TV. År 2010 fick han rollen som Šime Svrtila i den kroatiska komediserien Dome, slatki dome. Vidović avled den 18 april 2011.